# Temsa MD
Il Temsa MD è un modello di autobus prodotto dall'azienda turca Temsa, disponibile in versione gran turismo dal 2010 e in versione urbana a pianale ribassato dal 2012.

## Storia
Nel giugno 2019 all'UITP Global Public Transport Summit di Stoccolma Temsa ha presentato la versione urbana elettrica dell'MD denominata MD9 electriCITY insieme alla versione elettrica dell'Avenue.

## Tecnica
L'MD è stato prodotto sia in versione urbana (MD9 LE e MD9 electriCITY) che in versione interurbana/gran turismo (MD7 e MD9). Il telaio monoscocca è realizzato in acciaio inossidabile.
La versione interurbana monta un motore Diesel in linea a quattro cilindri alimentato a gasolio modello FPT N67 o, in alternativa, MAN D0836 e Cummins ISB 4.5. In tutti i casi i motori sono abbinati ad un cambio manuale ZF o automatico Allison Transmission.
La versione urbana a gasolio monta un motore in linea a sei cilindri Cummins ISB 6.7 abbinato ad un cambio automatico Allison Transmission T280R. L'electriCITY monta invece un motore Dana TM4 SUMO a magneti permanenti.

## Versioni

### MD7
- Lunghezza: 7,745 m[8]
- Allestimento: interurbano
- Alimentazione: gasolio
- Motore: FPT N67

### MD9
- Lunghezza: 9,480 m[9]
- Allestimento: interurbano
- Alimentazione: gasolio
- Motore: FPT N67 o MAN D0836

### MD9 LE
- Lunghezza: 9,536 m[6]
- Allestimento: urbano
- Alimentazione: gasolio
- Motore: Cummins ISB 6.7

### MD9 electriCITY
- Lunghezza: 9,496 m[7]
- Allestimento: urbano
- Alimentazione: elettrica
- Motore: Dana TM4 SUMO MD

## Diffusione
Sei esemplari della versione elettrica sono stati acquistati per prestare servizio a Öckerö, in Svezia.